# Mouhet
Mouhet is een gemeente in het Franse departement Indre (regio Centre-Val de Loire) en telt 478 inwoners (1999). De plaats maakt deel uit van het arrondissement Le Blanc.

## Geografie
De oppervlakte van Mouhet bedraagt 33,0 km², de bevolkingsdichtheid is 14,5 inwoners per km².
De onderstaande kaart toont de ligging van Mouhet met de belangrijkste infrastructuur en aangrenzende gemeenten.

## Demografie
Onderstaande figuur toont het verloop van het inwonertal (bron: INSEE-tellingen).